# Чемпіонат Азії та Океанії з хокею із шайбою серед юніорів 2002
Чемпіонат Азії та Океанії з хокею із шайбою серед юніорів 2002 — 19-й останній розіграш чемпіонату Азії та Океанії з хокею серед юніорських команд, який проходив у найбільшому місті Нової Зеландії Окленді. Турнір проходив з 10 по 15 березня 2002 року.

## Підсумкова таблиця
| М | Команда           | І | В | Н | П | ШЗ | ШП  | Різ | О  |
| - | ----------------- | - | - | - | - | -- | --- | --- | -- |
|   | КНР               | 5 | 5 | 0 | 0 | 80 | 5   | 75  | 10 |
|   | Австралія         | 5 | 4 | 0 | 1 | 74 | 13  | 61  | 8  |
|   | Нова Зеландія     | 5 | 3 | 0 | 2 | 51 | 14  | 37  | 6  |
| 4 | Монголія          | 5 | 2 | 0 | 3 | 19 | 46  | -27 | 4  |
| 5 | Китайський Тайбей | 5 | 1 | 0 | 4 | 11 | 59  | -48 | 2  |
| 6 | Таїланд           | 5 | 0 | 0 | 5 | 7  | 105 | -98 | 0  |

## Результати
- Китайський Тайбей —  Монголія 2 – 5 (1–1, 0–3, 1–1)
- Нова Зеландія —  Австралія 2 – 7 (0–4, 0–0, 2–3)
- Таїланд —  КНР 0 – 31 (0–13, 0–14, 0–4)
- КНР —  Нова Зеландія 5 – 0 (2–0, 2–0, 1–0)
- Австралія —  Китайський Тайбей 16 – 1 (7–0, 4–0, 5–1)
- Монголія —  Таїланд 10 – 4 (6–0, 1–2, 3–2)
- Австралія —  Монголія 9 – 2 (3–0, 2–2, 4–4)
- КНР —  Китайський Тайбей 20 – 0 (3–0, 7–0, 10–0)
- Таїланд —  Нова Зеландія 0 – 19 (0–10, 0–4, 0–5)
- Австралія —  Таїланд 38 – 1 (7–0, 15–1, 16–0)
- Нова Зеландія —  Китайський Тайбей 16 – 1 (5–0, 3–1, 8–0)
- Монголія —  КНР 1 – 17 (1–5, 0–5, 0–7)
- Китайський Тайбей —  Таїланд 7 – 2 (3–0, 1–1, 3–1)
- КНР —  Австралія 7 – 4 (2–1, 2–2, 3–1)
- Монголія —  Нова Зеландія 1 – 14 (0–2, 0–7, 1–5)